# Bola de naftalina

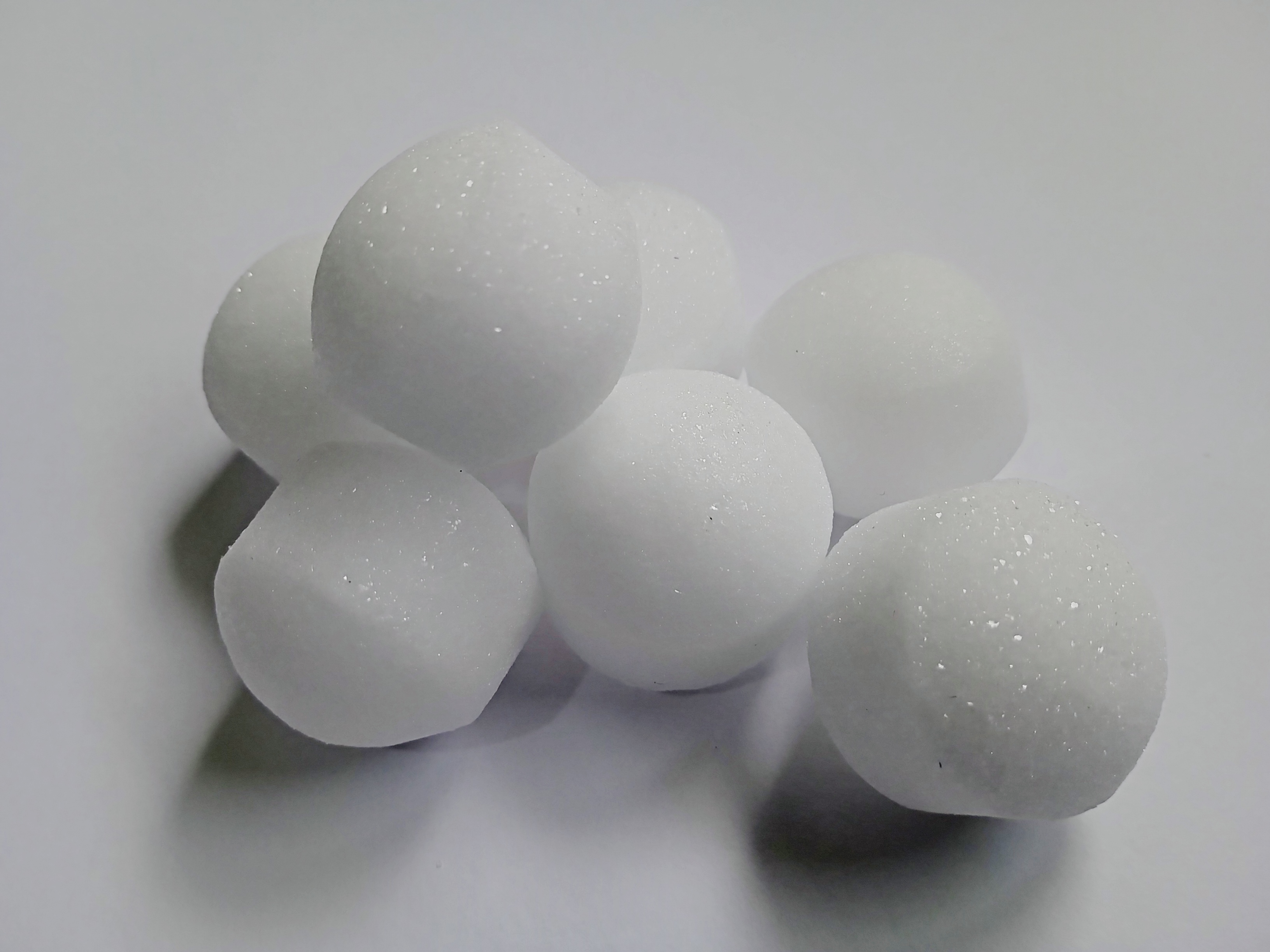
Bolas de naftalina

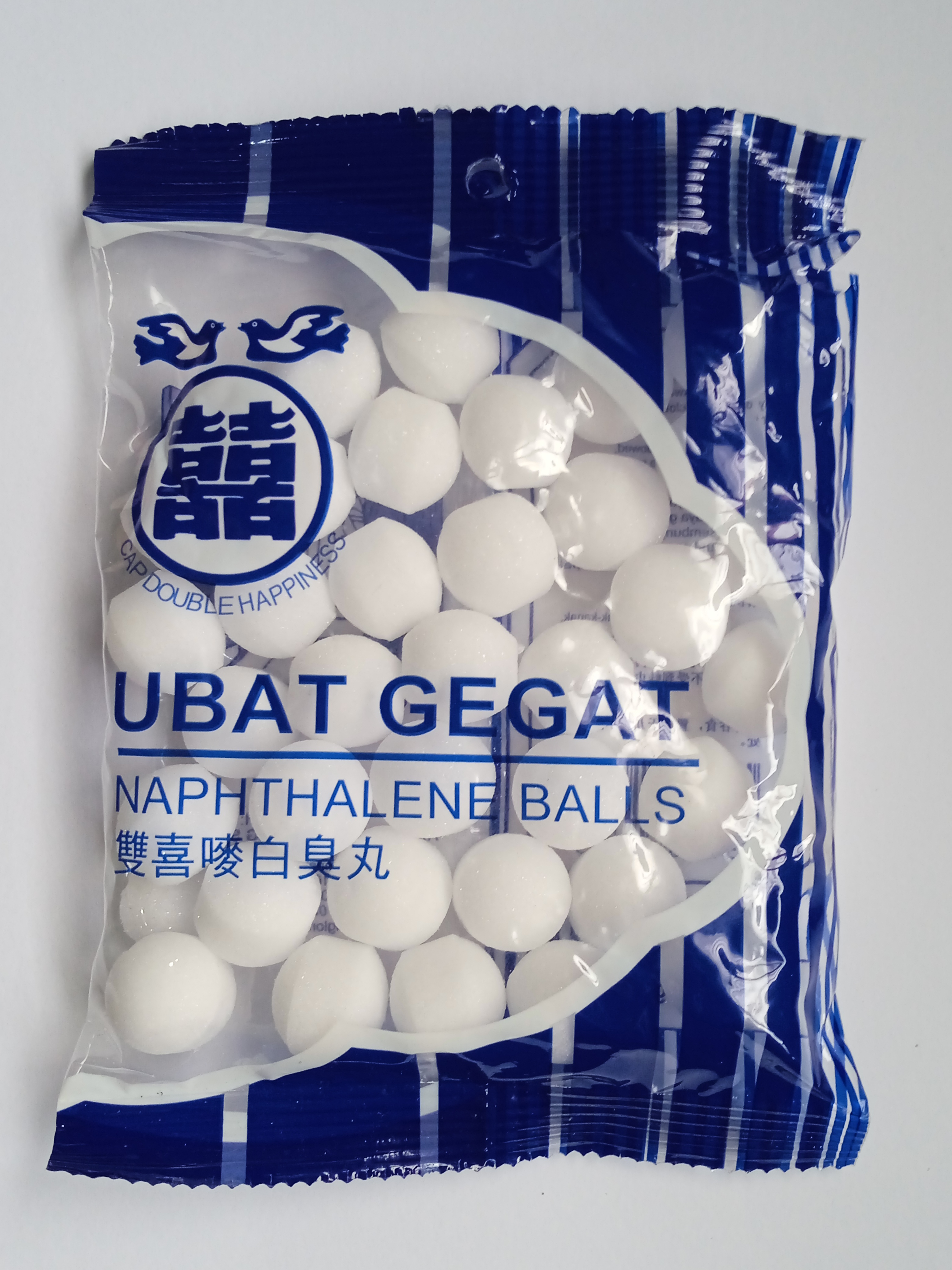
Un paquete de naftalina

Las bolas de naftalina son pequeñas bolas de pesticidas y desodorantes químicos, que a veces se utilizan para almacenar ropa y otros materiales susceptibles de dañarse por peces de plata, moho o larvas de polilla (especialmente las que se comen la ropa como Tineola bisselliella ).

## Composición
Las bolas de naftalina más antiguas consistían principalmente en naftaleno, pero debido a la inflamabilidad del naftaleno, muchas formulaciones modernas de naftalina utilizan 1,4-diclorobenceno . Esta última formulación puede ser algo menos inflamable, aunque ambos productos químicos tienen la misma calificación NFPA 704 de inflamabilidad. Este último producto químico también está etiquetado de diversas maneras como paradiclorobenceno, p-diclorobenceno, pDCB o PDB, lo que dificulta su identificación a menos que todos estos nombres e iniciales sean conocidos por un comprador potencial. Ambas formulaciones tienen el olor fuerte, picante y dulce que a menudo se asocia con las bolas de naftalina. Tanto el naftaleno como el 1,4-diclorobenceno sufren sublimación, lo que significa que pasan de un estado sólido directamente a un gas; este gas es tóxico para las polillas y las larvas de polillas. 
Debido a los riesgos para la salud del 1,4-diclorobenceno y la inflamabilidad del naftaleno, a veces se utilizan otras sustancias como el alcanfor .

## Usos
Las bolas de naftalina se almacenan en bolsas herméticas hechas de un plástico no reactivo como el polietileno o el polipropileno (otros plásticos se pueden degradar o suavizar). La ropa a proteger debe estar encerrada dentro de un recipiente hermético; de lo contrario, los vapores tenderán a escapar al entorno circundante.  Las instrucciones del fabricante advierten periódicamente contra el uso de bolas de naftalina para cualquier propósito que no sea el especificado por el embalaje, puesto que estos usos no sólo son nocivos, sino que a menudo se consideran ilegales.  
Aunque ocasionalmente se utiliza como repelente de serpientes, el uso de la naftalina como  repelente de roedores, ardillas o murciélagos es ilegal en muchas áreas y tiende a causar más molestias y peligros a los humanos que la plaga que se pretende que sea el objetivo a eliminar.   Sin embargo, las bolas de naftalina se siguen anunciando como repelente de ardillas y son un ingrediente de algunos productos comerciales repelentes de serpientes e insectos. 

## Riesgos para la salud
El Departamento de Salud y Servicios Humanos de Estados Unidos (DHHS) ha determinado que el 1,4-diclorobenceno "puede ser razonablemente previsto que sea un cancerígeno". Esto ha sido indicado por estudios en animales, aunque no se ha realizado un estudio humano a gran escala.  El Programa Nacional de Toxicología (NTP), la Agencia Internacional para la Investigación del Cáncer (IARC) y el estado de California consideran que el 1,4-diclorobenceno es cancerígeno. 
La exposición a la naftalina puede causar hemólisis aguda (anemia) en personas con deficiencia de glucosa-6-fosfato deshidrogenasa .  La IARC clasifica al naftaleno como posiblemente cancerígeno para los humanos y otros animales (véase también el Grupo 2B).  IARC señala que la exposición aguda provoca cataratas en humanos, ratas, conejos y ratones. Se informa que la exposición crónica a los vapores de naftaleno también provoca cataratas y hemorragia de la retina.  Bajo la Proposición 65 de California, el naftaleno aparece como "conocido por el estado por causar cáncer". 
La investigación de la Universidad de Colorado en Boulder reveló un mecanismo probable para los efectos cancerígenos de las bolas de naftalina y algunos tipos de ambientadores.  
Aparte de sus riesgos de causar cáncer, se sabe que las bolas de naftalina causan daños en el hígado y en los riñones. 
El 1,4-diclorobenceno es una neurotoxina. Se ha abusado como inhalante, causando una variedad de efectos neurotóxicos.  
Las bolas de naftalina que contienen naftaleno están prohibidas en la UE desde 2008.  

## Alternativas
Como se puede estudiar con más detalle en los libros que tratan de laTineola bisselliella, las alternativas a las bolas de naftalina para controlar las polillas de la ropa incluyen la limpieza en seco, la congelación, la aspirada a fondo y el lavado con agua caliente.  El alcanfor también se utiliza como repelente de polillas, especialmente en China.  A diferencia del naftaleno y el diclorobenceno, el alcanfor tiene aplicaciones medicinales y no se considera cancerígeno, aunque es tóxico en grandes dosis. La madera de cedro rojo y el aceite también se utilizan como repelente  alternativo. 
Las trampas de feromonas también son una herramienta eficaz y en ocasiones pueden ser una herramienta de control eficaz para proteger la ropa valiosa.

## En la cultura popular
En inglés, "mothball" tiene un uso metafórico, que significa "detener el trabajo en una idea, plan o trabajo, pero dejándolo de tal forma que el trabajo pueda continuar en el futuro". "Mothballed" es un adjetivo común para describir barcos o aeronaves que se almacenan durante largos períodos, pero no se envían al desguace. 